# مورفلد
مورفلد (به آلمانی: Murfeld) یک منطقهٔ مسکونی در اتریش است که در زودوست‌اشتایرمارک واقع شده‌است. مورفلد ۲۴٫۲۲ کیلومتر مربع مساحت دارد ۲۴۴ متر بالاتر از سطح دریا واقع شده‌است.